# Caeciliidae
Caeciliidae, conhecida popularmente como cecílias, é uma família de anfíbios pertencentes à ordem Gymnophiona.
As cecílias possuem hábitos fossoriais e estão adaptadas para cavar e viver debaixo do solo. Devido a isso, seus olhos são pequenos e cobertos por uma fina camada de pele. Apesar de serem também chamadas de cobras-cegas, as cecílias não são totalmente cegas e conseguem distinguir a ausência e a presença de luz.

## Distribuição
Habitam regiões tropicais de vários países da América do Sul e Central, África e Índia.

## Taxonomia
- Gênero Boulengerula Tornier, 1896
  - Boulengerula boulengeri
  - Boulengerula changamwensis
  - Boulengerula fischeri
  - Boulengerula taitana
  - Boulengerula uluguruensis
- Gênero Brasilotyphlus Taylor, 1968
  - Brasilotyphlus braziliensis
- Gênero Caecilia Linnaeus, 1758
  - Caecilia abitaguae
  - Caecilia albiventris
  - Caecilia antioquiaensis
  - Caecilia armata
  - Caecilia attenuata
  - Caecilia bokermanni
  - Caecilia caribea
  - Caecilia corpulenta
  - Caecilia crassisquama
  - Caecilia degenerata
  - Caecilia disossea
  - Caecilia dunni
  - Caecilia flavopunctata
  - Caecilia gracilis
  - Caecilia guntheri
  - Caecilia inca
  - Caecilia isthmica
  - Caecilia leucocephala
  - Caecilia marcusi
  - Caecilia mertensi
  - Caecilia nigricans
  - Caecilia occidentalis
  - Caecilia orientalis
  - Caecilia pachynema
  - Caecilia perdita
  - Caecilia pressula
  - Caecilia pulchraserrana
  - Caecilia subdermalis
  - Caecilia subnigricans
  - Caecilia subterminalis
  - Caecilia tentaculata
  - Caecilia tenuissima
  - Caecilia thompsoni
  - Caecilia volcani
- Gênero Dermophis Peters, 1880
  - Dermophis costaricense
  - Dermophis glandulosus
  - Dermophis gracilior
  - Dermophis mexicanus
  - Dermophis oaxacae
  - Dermophis occidentalis
  - Dermophis parviceps
- Gênero Gegeneophis Peters, 1880
  - Gegeneophis carnosus
  - Gegeneophis danieli
  - Gegeneophis fulleri
  - Gegeneophis ramaswamii
  - Gegeneophis seshachari
- Gênero Gegenophis
  - Gegenophis krishni
- Gênero Geotrypetes Peters, 1880
  - Geotrypetes angeli
  - Geotrypetes pseudoangeli
  - Geotrypetes seraphini
- Gênero Grandisonia Taylor, 1968
  - Grandisonia alternans
  - Grandisonia brevis
  - Grandisonia diminutiva
  - Grandisonia larvata
  - Grandisonia sechellensis
- Gênero Gymnopis Peters, 1874
  - Gymnopis multiplicata
  - Gymnopis syntremus
- Gênero Herpele Peters, 1880
  - Herpele multiplicata
  - Herpele squalostoma
- Gênero Hypogeophis Peters, 1880
  - Hypogeophis rostratus
- Gênero Idiocranium Parker, 1936
  - Idiocranium russeli
- Gênero Indotyphlus Taylor, 1960
  - Indotyphlus battersbyi
- Gênero Luetkenotyphlus Taylor, 1968
  - Luetkenotyphlus brasiliensis
- Gênero Microcaecilia Taylor, 1968
  - Microcaecilia albiceps
  - Microcaecilia rabei
  - Microcaecilia supernumeraria
  - Microcaecilia taylori
  - Microcaecilia unicolor
- Gênero Mimosiphonops Taylor, 1968
  - Mimosiphonops reinhardti
  - Mimosiphonops vermiculatus
- Gênero Oscaecilia Taylor, 1968
  - Oscaecilia bassleri
  - Oscaecilia elongata
  - Oscaecilia equatorialis
  - Oscaecilia hypereumeces
  - Oscaecilia koepckeorum
  - Oscaecilia ochrocephala
  - Oscaecilia osae
  - Oscaecilia polyzona
  - Oscaecilia zweifeli
- Gênero Parvicaecilia Taylor, 1968
  - Parvicaecilia nicefori
  - Parvicaecilia pricei
- Gênero Praslinia Boulenger, 1909
  - Praslinia cooperi
- Gênero Schistometopum Parker, 1941
  - Schistometopum garzonheydti
  - Schistometopum gregorii
  - Schistometopum thomense
- Gênero Siphonops Wagler, 1828
  - Siphonops annulatus
  - Siphonops hardyi
  - Siphonops insulanus
  - Siphonops leucoderus
  - Siphonops paulensis
- Gênero Sylvacaecilia Wake, 1987
  - Sylvacaecilia grandisonae